# Халф Доум
Халф Доум (на английски: Half Dome, в превод: „полукупол“) е гранитен купол в източния край на долината Йосемити в Национален парк „Йосемити“, Калифорния. Това е едно от популярните скални образувания в парка, наречено така заради разпознаваемата си форма. От едната си страна скалата е плоска, а от другите страни има заобления вид на купол, който изглежда като да е разрязан вертикално през средата. Гранитната скала се издига на над 1444 метра над долината.

## Форма
От долината скалата се вижда като кръгъл купол с отрязана северозападна половина, но това впечатление е илюзорно. От Уошбърн Пойнт, Халф Доум се вижда като тънък скален хребет, ориентиран в посока североизток–югозапад, като югоизточната му страна е почти толкова стръмна, колкото и северозападната, с изключение на върха.

## Изкачвания
Най-късно до към 1870-те, скалата Халф Доум е описвана като „абсолютно непристъпна“ от изследователя Джосая Уитни от Калифорнийската служба за геологични изследвания (California Geological Survey). Върхът е най-сетне изкачен през октомври 1875 година от Джордж Дж. Андерсън по маршрут, подготвен от него чрез забиване в гранитната скала на железни болтове.
Понастоящем Халф доум може да бъде изкачен по няколко различни маршрута. Хиляди планинари достигат върха, следвайки 13,7-километровият маршрут от дъното на долината. След стръмен 3.2-километров подход, включващ няколкостотин стъпки от гранитни стъпала, последното изкачване на стръмната, но по-загладена източна част на скалата се извършва с помощта на чифт стоманени въжета, поставени близо до оригинално изготвения от Андерсън маршрут през 1919 година.
Алтернативно, над дузина катерачески маршрута водят от долината нагоре към вертикалната северозападна стена на Халф Доум. Първото техническо изкачване по този начин е осъществено през 1957 година по оригинален маршрут на Роял Робинс, Майк Шерик и Джери Голуас и трае пет дни. Този маршрут няколко пъти е извършван от фрий соло катерачи (самостоятелно катерене, обикновено без предпазни средства) с времетраене от няколко часа. Други технически маршрути изкачват Халф Доум по южната стена и по западното рамо на скалата.

## В културата
През 1988 година скалата Халф Доум е изобразена на 25-центова пощенска марка в САЩ. Изображение на скалата, наред с лика на естествоизпитателя Джон Мюър и калифорнийския кондор – символ на Калифорния – се появяват на монета от 25 цента през януари 2005. Считано от октомври 2010 година изображение на скалата е включено в обновения дизайн на калифорнийските шофьорски книжки в горния десен ъгъл.
През 2014 година, компанията Apple показва новата версия на операционната си система, Yosemite, и снимка на Халф Доум стои като тапет по подразбиране на екрана на операционната система.
Халф Доум вдъхновява дизайна и на различни фирмени и организационни лога, включително логата на фирмите за туристическа екипировка The North Face, Sierra Designs и Mountain Khakis, групата за опазване на околната среда Sierra Club и гейм студиото Sierra Entertainment.